# Frans Titelmans

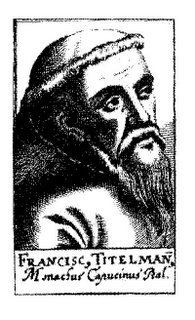
Frans Titelmans

Frans Titelmans, in het Latijn Franciscus Titelmannus, (Hasselt, 1502 - Anticoli di Campagna, tegenwoordig Fiuggi, 12 september 1537) was een Vlaams filosoof, theoloog, exegeet en catecheet.
Op jonge leeftijd verloor hij zijn ouders. Van 1518 tot 1521 kreeg hij zijn filosofieopleiding aan de Leuvense universiteit in het college Het Varken. Daar kregen begaafde maar niet bemiddelde studenten, een studiebeurs en zo de kans te studeren. Hij werd professor dialectiek, natuurkunde en exegese aan de universiteit van Leuven. Zijn cursus natuurkunde was erop gericht om met het beschrijven van de natuurverschijnselen de aanwezigheid van God te verklaren. Daarna trad hij in de orde van de franciscanen waar hij bijbelkennis doceerde.
In de jaren 1527 - 1530 was hij verwikkeld in een controverse met Erasmus. Diens vertaling uit het Grieks naar het Latijn van het Nieuwe Testament en in het bijzonder Paulus Brief aan de Romeinen was volgens Titelmans niet correct wat betreft de inhoud en wat betreft de stijl. In de inhoud ontbraken volgens hem delen die in de Griekse tekst wel degelijk aanwezig zijn en de stijl leunde volgens hem te zeer aan bij het klassieke Latijn van Cicero in tegenstelling tot de oorspronkelijke door God geïnspireerde eenvoudige stijl.
Frans Titelmans stoorde zich niet aan de intimiderende reactie van Erasmus. Deze sprak minachtend over Titelmans als een jongeling wiens baard pas begint te groeien en die ouderen en ervaren geleerden de les kwam spellen. Frans Titelmans schreef drie volumineuze werken om zijn stelling te verdedigen.
In 1536 stopte hij zijn bedrijvigheid als schrijver en leraar en ging naar Rome. Daar trad hij in bij de kapucijnen en legde zich toe op de verzorging van ongeneeslijke zieken. In zijn omgeving werd hij beschouwd als een heilige. In 1537 werd hij geroepen om provinciaal vicaris te worden van de provincie van de kapucijnen in Rome. Hij werd kort nadien ziek en stierf in 1537 op de jeugdige leeftijd van 35 jaar in het klooster van Anticoli di Campagna. Drie miraculeuze genezingen werden aan hem toegeschreven.

## Werken
- Collationes quinque super Epistolam ad Romanos beati Pauli Apostoli (Antwerp, Willem Vorsterman, 1529,  beschikbaar on Google Books en 1531 beschikbaar via KU Leuven Bijzondere Collecties.
- Libri duodecim de consyderatione rerum naturalium (Antwerp, Simon Cock, 1530).
- Tractatus de expositione mysteriorum missae (Antwerp, Willem Vorsterman, 1528 beschikbaar via KU Leuven Bijzondere Collecties en 1530, beschikbaar via Google Books.
- Elucidatio in omnes psalmos iuxta veritatem vulgatae (Antwerp, Martin Lempereur, 1531). beschikbaar via Google Books.
- Annotationes ex Hebræo atque Chaldæo in omnes Psalmos (Antwerp, Simon Cock, 1531).

- Biblioteca Nacional de Chile: 000246296
- Biblioteca Nacional de España: XX1453854
- Bibliothèque nationale de France: cb11999936c (data)
- Catàleg d'autoritats de noms i títols de Catalunya: 981058518410606706
- Digitale Bibliotheek voor de Nederlandse Letteren: tite003
- Gemeinsame Normdatei: 119850273
- International Standard Name Identifier: 0000 0001 0856 1054
- Library of Congress Control Number: n86825551
- Nationale Bibliotheek van Tsjechië: mzk2009509917
- Nationale Bibliotheek van Polen: a0000003665030
- Nationale en Universitaire bibliotheek Zagreb: 000448748
- Nederlandse Thesaurus van Auteursnamen: 087485605
- Istituto Centrale per il Catalogo Unico: RMLV020828
- LIBRIS: 291325
- Système universitaire de documentation: 028096711
- Virtual International Authority File: 27074875
- WorldCat: E39PBJw4B9g8pyrY8Dc93q9Rrq